# Лянь-Кунь, Никита Иванович
Ники́та Ива́нович Лянь-Кунь (15 июля 1882, близ Шанхая, Китай — 1947 год, Москва, СССР) — преподаватель китайского языка и страноведения в советских учебных заведениях. Автор учебных пособий и словарей по китайскому языку.

## Биография
Этнический китаец. По воспоминаниям родственников, родился близ города Шанхай. В детстве потерял родителей. Был взят на воспитание Русской духовной миссией. Был крещён.
Окончил Пекинский университет. В молодости, обладая хорошим голосом (бас), пел в церковном хоре при Русской духовной миссии.
В 1917 году приехал в Россию (согласно семейной легенде, по приглашению некоего русского профессора, обратившего внимание в Русской духовной миссии на одарённого молодого человека).
Работал редактором китайской рабочей газеты в Чите.
Преподавал китайский язык в Институте востоковедения при ЦИК СССР.
Преподавал на Восточном факультете Военной академии РККА имени М. В. Фрунзе с 1920 по 1940 год и в Высшей специальной школе Генерального Штаба РККА. Состоял в кадрах РККА. Обучил более 300 офицеров-китаистов.

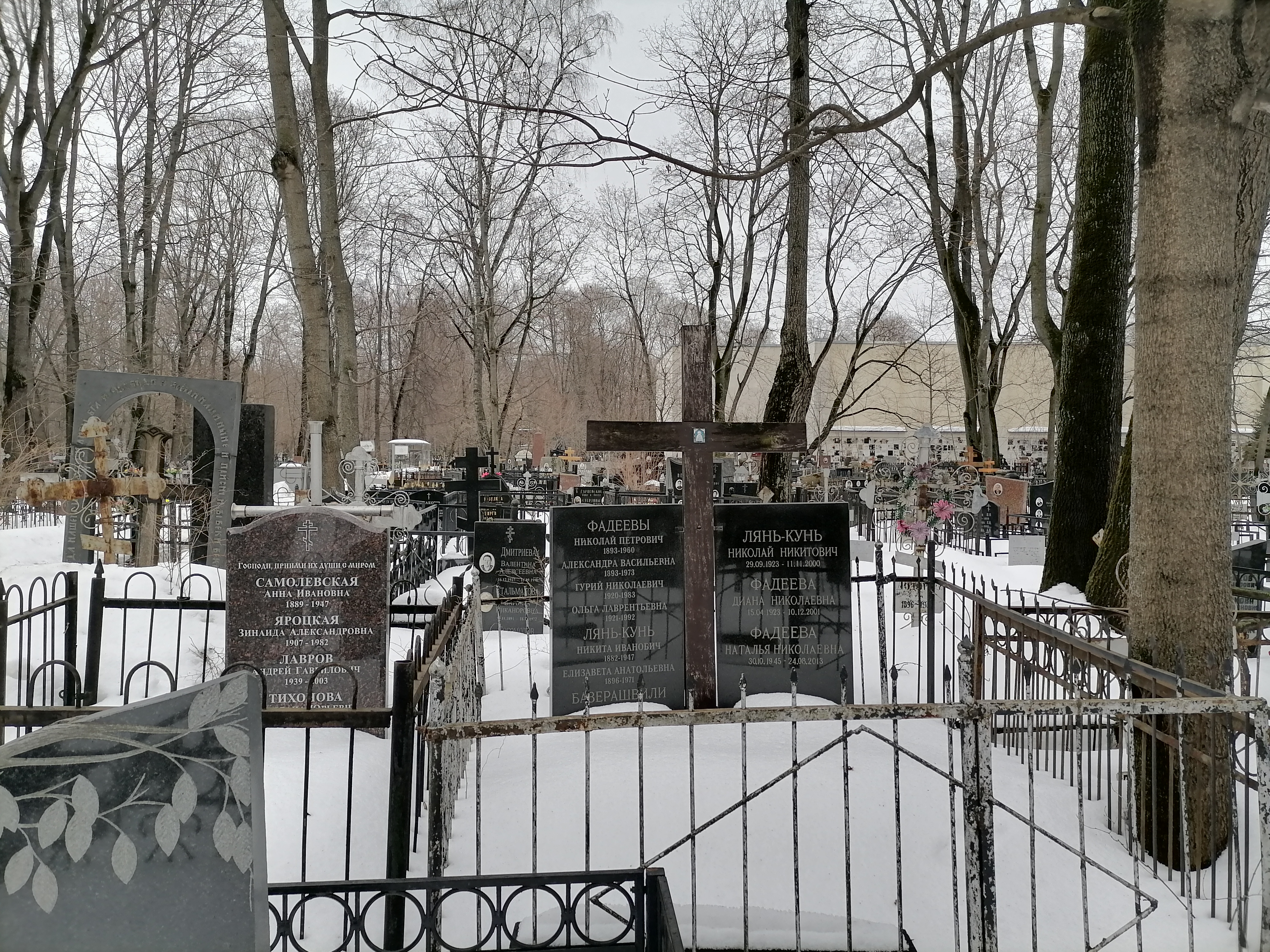
Могила на Ваганьковском кладбище

Похоронен на Ваганьковском кладбище (25 уч.)

## Прочие сведения
Сыграл роль посланца Золотой Орды в фильме «Александр Невский» (1938).

## Семья
Супруга — Елизавета Анатольевна. От брака родилось четверо детей: дочери Нина, Софья, Ирина и сын Николай. По семейным воспоминаниям, Лянь-Кунь сознательно не учил своих детей китайскому языку, так как опасался, что они, зная китайский, могут быть отправлены в Китай в качестве разведчиков.

## Награды
- Орден «Знак Почёта» — Указ ПВС СССР от 17.06.1944 г.

Из наградного листа:
На педагогической работе в военно-учебных заведениях с 1921 года по настоящее время (Военная Академия им. М.В. Фрунзе, ВШКА).
С 1922 по 1937 г. в кадрах РККА. Доцент.
За время педагогической деятельности подготовил до 300 офицеров-китаистов. Часть подготовленных офицеров занимает должность преподавателей в ВШКА и восточном институте, многие, овладев в совершенстве китайским языком, находятся в продолжительной командировке.
Серьезный, требовательный педагог-практик. Имеет хорошие педагогические навыки. Добросовестно старается передать свой опыт и знания слушателям-офицерам. Дисциплинированный, культурный, много работающий над собой педагог.

В связи с 60-летием и за отличные успехи в подготовке слушателей-разведчиков, достоин правительственной награды – ордена «Знака Почета»